# المادة المظلمة

صورة للأشعة السينية ملتقطة بواسطة مِقراب ROSAT تُظهر توهُّج لغاز نتيجة لقوى الجاذبية الكبيرة من مجموعات وعناقيد مجرية ولكن قوة الجاذبية الكلية تتجاوز المجموع النظري لقوى الجاذبية لكل مجرة على حِدا، وبالتالي الجاذبية الزائدة سببها المادة المظلمة.

في علم الفلك وعلم الكون، المادة المظلمة أو المادة المعتمة أو المادة السوداء أو المادة الخفية (بالإنجليزية: Dark matter)‏ هي مادة افتُرضت لتفسير جزء كبير من مجموع كتلة الكون. لا يمكن رؤية المادة المظلمة بشكل مباشر باستخدام المقاريب، حيث من الواضح أنها لا تبعث ولا تمتص الضوء أو أي إشعاع كهرومغناطيسي آخر على أي مستوى هام. عوضاً عن ذلك، ويُستدل على وجود المادة المظلمة وعلى خصائصها من آثار الجاذبية التي تمارسها على المادة المرئية، والإشعاع، والبنية الكبيرة للكون. وفقاً لفريق بعثة بلانك، واستناداً إلى النموذج القياسي لعلم الكونيات، فإن مجموع الطاقة-الكتلة في الكون المعروف يحتوي على المادة العادية بنسبة 4.9٪، والمادة المظلمة بنسبة 26.8٪ والطاقة المظلمة بنسبة 68.3٪. وهكذا، فإن المادة المظلمة تشكّل 84.5٪ من مُجمل الكتلة في الكون، بينما الطاقة المظلمة بالإضافة إلى المادة المظلمة تشكل 95.1٪ من المحتوى الكلي للكون.
اهتم علماء الفيزياء الفلكية بالمادة المظلمة نتيجة التباين بين كتلة الأجسام الفلكية المحددة من آثار الجاذبية الخاصة بهم، وتلك المحسوبة من «المادة المضيئة» التي تحويها هذه الأجسام مثل النجوم والغاز والغبار الكوني والغازات. افترض جان أورت المادة المظلمة لأول مرة عام 1932م لحساب السرعات المدارية للنجوم في مجرة درب التبانة، وافترضها فريتز زفيكي للحصول على دليل حول «الكتلة المفقودة» المطلوبة نظرياً للسرعات المدارية للنجوم فيالمجرات ولعناقيد المجرات. لاحقاً، أشارت بعض الملاحظات إلى وجود المادة المظلمة في الكون، بما في ذلك سرعة دوران المجرات حول نفسها بواسطة العالمة الفلكية الأمريكية فيرا روبين، تشكل عدسات الجاذبية من الأجسام الخلفية من قِبل عناقيد المجرات، مثل تجمع الطلقة، وتوزيع الحرارة للغازات الساخنة في المجرات وعناقيد المجرات. وفقاً لتوافق الآراء بين علماء الكون، تتكون المادة المظلمة بشكل أساسي من نوع من الجسيمات الدون الذرية جديدة وغير محددة بعد.
اليوم يُعد البحث عن هذه الجسيمات بشتى الوسائل هو أحد الجهود الأساسية في فيزياء الجسيمات.
بالرغم من قبول المجتمع العلمي السائد عموماً لوجود المادة المظلمة، اقترحت العديد من النظريات البديلة لتفسير الشذوذ الغير متوقع لحركة النجوم في المجرات بناءاً على حسابات الجاذبية الذي من أجلهِ افتُرضت المادة المظلمة.

## نظرة عامة

التوزيع المُقترَح للمادة والطاقة في الكون، اليوم (في الأعلى)، وعند تحرُّر إشعاع الخلفية الميكروني الكوني (في الأسفل)

يُستدَل على وجود المادة المظلمة من آثار الجاذبية التي تمارسها على المادة المرئية وتُشكّل عدسات الجاذبية لإشعاع الخلفية، وافتُرضت أساساً لتفسير التباين بين كتلة المجرات وعناقيد المجرات المحسوبة بطرق الديناميكا والنسبية العامة، وبين تلك المحسوبة اعتماداً على كتلة المادة المرئية «المضيئة» التي تحويها المجرات وعناقيد المجرات مثل النجوم والغاز والغبار للوسط البين نجمي والوسط بين المجرات.
التفسير الأكثر قبولاً لهذه الظواهر: أن المادة المظلمة موجودة وتتكون على الأرجح من جسيمات ثقيلة تتفاعل من خلال الجاذبية وربما القوة النووية الضعيفة. ولقد اقتُرحت تفسيرات بديلة، ولا يوجد حتى الآن أدلة تجريبية كافية لتحديد أياً من هذه التفسيرات هو الصحيح، وتُجرَى حالياً العديد من التجارب لتحديد جسيمات المادة المظلمة المقترحة من خلال وسائل غير مرتبطة بالجاذبية.
وفقاً لملاحظات البِنَى الأكبر من النظام الشمسي بالإضافة إلى نظرية الانفجار العظيم بموجب معادلات فريدمان وإحداثيات روبرتسون-ووكر، حيث تُشكّل المادة المظلمة 23% من محتوى كتلة وطاقة الكون المنظور مقابل 4.6% للمادة العادية، وتَعزي النسبة الباقية إلى الطاقة المظلمة. وفقاً لهذه الأرقام، تشكل المادة المظلمة 83%، (23/(23+4.6))، من المادة في الكون، في حين تشكل المادة العادية نسبة 17% فقط.
تلعب المادة المظلمة دوراً مركزياً في نَمذجة تشكل البنية وتشكل وتطور المجرات، ولها تأثيرات قابلة للقياس على عدم توحُّد الخواص الملاحظ في الخلفية الميكرونية الكونية. كل هذه الدلائل تقترح أن المجرات، وعناقيد المجرات، والكون ككل يحتوي مادة أكثر بكثير من تلك التي تتفاعل مع الإشعاع الكهرومغناطيسي.
باعتقاد أهمية وجود المادة المظلمة في الكون، الدلائل المباشرة لوجودها والفهم الملموس لطبيعتها تبقى بعيدة المنال. بالرغم من بقاء نظرية المادة المظلمة الأكثر قبولاً لشرح الشذوذ المُلاحظ في الدوران المجري، طورت بعض الطرق النظرية البديلة والتي تدخل على نطاق واسع في قوانين الجاذبية المعدلة وقوانين الجاذبية الكمية.

## تاريخياً

سرعة دوران النجوم المشاهدة حول المجرة اسرع في المناطق البعيدة عن مركز المجرة (أحمر) عن السرعة كما تُقدّرها الحسابات على أساس الجاذبية (أزرق).

بعد ثورة كوبرنيكوس ونسبية أينشتاين وجد العلماء أنفسهم أمام مشهد جديد في مسيرة العلوم، إذ أن المادة «العادية» (التي تشكل كل شيء وتدخل في تركيبة البشر وجميع الكائنات الحية) ما هي إلا نسبة بسيطة من الكتلة الكلية للكون فهناك عنصر آخر يدخل في تركيبته، وهو عنصر غير معروف ولا يصدر عنهُ الضوء، وكانت هناك آثار يمكن تتبعها ولكن ليس هناك ما يمكن رؤيته. وقبل أكثر من 60 سنة تنبه الفلكيون إلى أن النجوم في مجرة درب التبانة تدور حول مركز المجرة بسرعة أكبر مما تتوقعه النظريات والحسابات الفلكية، وبما أن سرعة النجوم تعتمد على الجاذبية الناتجة عن كتلة المجرة ككل، فقد توصّل الفزيائيون إلى نتيجة تقول بوجود كمية مادة أكبر من المادة المرئية لنا.
تمت ملاحظة نفس الأمر على مستويات أكبر؛ فالمجرات تدور حول مركز مجموعتها بسرعة أكبر من المتوقع.
«قوانين الفيزياء تحدد وبدقة متناهية كماً من المادة يجب أن يوجد حتى يتم التوازن بين تحركات الأجرام والمجرات، إن اكتشاف الكتلة الكلية للكون المرئي هي أدنى من الرقم الذي احتُسب وهو أمر محير».
فالمادة الغامضة لا تُصدِر ما يمكن من إشارة يمكن رصدها حتى بواسطة أدوات رصد الأشعة الكهرومغناطيسية مثل أشعة غاما أو أشعة إكس أو الأشعة تحت الحمراء، فلا يمكن معرفة تكوينها لأنه لا توجد أية طريقة تستطيع ذلك مع اختفاء المادة المظلمة الكامل عن كل أجهزة الرصد.

### عقد 1970
فيرا روبين، كينت فورد، وكين فريمان عملوا في عقد1960م وعقد 1970م وقدموا أدلة قوية أخرى أيضاً باستخدام منحنيات دوران المجرة. وعمل فورد مع مِطياف جديد يقيس سرعة منحنى من حافة مجرات حلزونيّة مع دقة أعلى. وقد تم تأكيد هذه النتيجة في عام 1978م. تم عرض نتائج روبن وفورد في عام 1980م. هم أكثر مجرات ينبغي قياسها في حوالي ستة أوقات مظلمة بما أنّ كتلتها مرئيّة لذلك، بحوالي 1980م على ما يبدو قد سلّمت الحاجة من المادّة مظلمة كمشكلة الكبريات في علم الفلك. وفي الوقت نفسه كان روبن وفورد يستكشفان منحنيات الدوران البصري، وكان علماء الفلك الراديوي يستخدمون التلسكوبات الراديوية الجديدة لرسم خريطة لخط 21 سم من الهيدروجين الذري في المجرات القريبة. إن التوزيع الشعاعي للهيدروجين الذري بين النجوم (H-I) يمتد في كثير من الأحيان إلى أشعة مجرية أكبر بكثير من تلك التي يمكن الوصول إليها من خلال الدراسات البصرية، مما يوسّع عينة منحنيات الدوران - وبالتالي التوزيع الشامل الكلي - إلى نظام ديناميكي جديد. رسم الخرائط المبكر من أندروميدا مع تلسكوب 300 قدم في غرينباك وطبق 250 قدم في جودريل بنك أظهرت بالفعل منحنى دوران المنطقة الهيدروجينية لم تتبع الانخفاض المتوقع.
دعَم تيار من الملاحظات في الثمانينيات وجود المادة المظلمة، بما في ذلك عدسة الجاذبية لأجسام الخلفية بواسطة مجموعات المجرات، توزيع درجة حرارة الغاز الساخن في المجرات والعناقيد، ونمط النظائر في إشعاع الخلفية الكونية الميكروي. وفقا لتوافق الآراء بين علماء الكون، وتتألف المادة المظلمة في المقام الأول من نوع لم يتميز بعد من الجسيمات دون الذرية.

## دور المادة المظلمة
لعبت المادة المظلمة دوراً أساسياً في تخليق النجوم في البدايات الأولى من الكون، إذا كانت المادة المظلمة على هذه الحالة يجب أن تشتمل المادة المظلمة على الجزيئات المعروفة بـ«النيوترونات العقيمة». وقد قام بيتر بيرمان من معهد ماكس بلانك لعلوم الفلك الإشعاعي في بون، وألكسندر كوسينكو، من جامعة كاليفورنيا في لوس أنجلوس، بإظهار أنه عندما تضمَحل النيوترونات العقيمة، فإنها تُسرّع عملية خلق جزيئات الهيدروجين، هذه العملية ساعدت على إضاءة النجوم الأولى فقط منذ حوالي 20 إلى 100 مليون سنة بعد الانفجار الكبير، كل هذه المُعطيات تعطينا تفسيراً بسيطاً لبعض الملاحظات المحيّرة الأخرى التي تتعلق بالمادة المظلمة، النيوترونات العقيمة، والمادة المضادة.
اكتشف العلماء بأن تلك النيوترونات لها كتلة خلال تجارب قياس ذبذبة النيوترونات. هذا قاد إلى افتراضات بأن النيوترونات العقيمة الموجودة - هي كذلك معروفة أيضاً بالنيوترونات اليمينية، وبأنها لا تشارك في التفاعلات الضعيفة مباشرةً ولكنها تتفاعل من خلال خلطها مع النيوترونات العادية. إن العدد الكلي للنيوترونات العقيمة غير واضح، إذا كانت كتلة المادة المظلمة تعادل بضعة كيلو إلكترونوفولتز (1 KeV تعادل مليون كتلة ذرة الهيدروجين)، فإنها توضِح ضخامة الكتلة المفقودة في الكون أحياناً وتُسمى المادة المظلمة، ودعمّت ملاحظات الفلكيين الفيزيائيين وجهة نظر احتمالية أن المادة المظلمة تشتمل على النيوترونات العقيمة.

## المادة المظلمة الباريونية والمادة المظلمة غير الباريونية
من الممكن لنسبة صغيرة من المادة المظلمة أن تكون مادة مظلمة باريونية: الأجسام الفلكية مثل هالة الأجسام الثقيلة المُدمَجة المؤلّفة من مادة عادية تبعث القليل أو لا تبعث على الإطلاق أي اشعاع كهرومغناطيسي، ويشير التوافق مع المشاهدات الأخرى إلى عدم إمكانية الغالبية العظمى من المادة المظلمة الموجودة في الكون لأن تكون مادة مظلمة باريونية أي أنها غير مُشكّلة من الذرات ولا يمكنها التأثر مع المادة العادية عبر القوى الكهرومغناطيسية ولا تحمل جسيماتها أي شحنة كهربائية، وتتضمن المادة المظلمة غير الباريونية النيوترينوهات مع إمكانية وجود جسيمات افتراضية مثل الأكسيومز أو الجسيمات فائقة التناظر، وعلى عكس المادة المظلمة الباريونية، لاتساهم المادة المظلمة غير الباريونية في تشكيل العناصر في بداية الكون "الاصطناع النووي للان
فجار العظيم" وبالتالي يُكْشَف عن وجودها فقط من خلال تجاذُبها الثِقالي، بالإضافة إلى ذلك لو كانت الجسيمات المؤلِفة للمادة المظلمة غير الباريونية فائقة التناظر فإنها من الممكن أن تخضع لتفاعلات الإفناء مع نفسها مما يؤدي إلى ملاحظتها من النواتج الفرعية مثل الفوتونات والنيوترينوهات "كشف غير مباشر".
تُصنّف المادة المظلمة غير الباريونية من حيث كتلة الجسيمات المفترَضة لتشكيلها و/أو السرعة النموذجية لانتشار تلك الجسيمات (حيث أن الجسيمات الأثقل تكون أبطأ). هناك ثلاثة افتراضات بارزة للمادة المظلمة غير الباريونية وهي المادة المظلمة الساخنة والدافئة والباردة مع إمكانية المزج بينهم. النموذج الأكثر مناقشة للمادة المظلمة غير الباريونية مبني على فرض المادة المظلمة الباردة ويفترض الجسيم المرتبط به ليكون في الغالب جسيم ثقيل ضعيف التأثر. من الممكن للمادة المظلمة الساخنة أن تتألف من النيوترينوهات الثقيلة، تؤدي المادة المظلمة الباردة إلى تشكيل «قاعدي-علوي» لبنية الكون والمادة المظلمة الساخنة إلى تشكيل «قمي-سفلي» لنفس البنية.

## نظرية بيرمان وكوسينكو

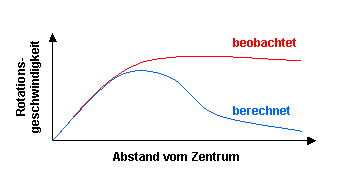
Dunkle Materie: التعارض بين سرعة دوران النجوم في مجرتنا المشاهدة(احمر) بالمقارنة بالحسابات المبنية على كمية المادة المنظورة فيها (أزرق)، مما يدعو طبقاً لقوانين الجاذبية إلى الاعتقاد بوجود كتلة جسيمات أو أجسام غير منظورة تساعد في عملية الجذب، وسميت المادة المظلمة.

تسلط نظرية بيرمان وكوسينكو الضوء على عدد من الألغاز الفلكية غير المُفسّرة، أولاً وأثناء الانفجار الكبير كانت كتلة النيوترونات المخلوقة في الانفجار الكبير تساوي ما نحتاجه لتفسير المادة المظلمة، ثانياً، هذه الجسيمات يمكن أن تكون الحل لمشكلة كبيرة حول لماذا تتحرك البولسرات بسرعة كبيرة.
البولسرات هي نجوم نيوترونية تدور بسرعة عالية جداً، ونشأت نتيجة لانفجار مستعر فائق (سوبرنوفا) وتكون عادة مقذوفة في اتجاه واحد. الانفجار أعطاها «دفعاً قوياً»، مثل محرك صاروخ. مما يجعل البولسرات تسير بسرعات كبيرة تصل إلى مئات الكيلومترات في الثانية - وأحياناً إلى الآلاف. مصدر هذه السرعات تبقى مجهولة، لكن إشعاع النيوترونات العقيمة توضح تحركات البولسرات.
يحتوي سُديم القيثارة على بولسرات سريعة جداً، إذا كانت المادة المظلمة صنعت جزيئات مؤيّنة في الكون - كما يقترح بيرمان وكوسينكو- بأن حركة البولسرات هي التي أنشأت سُديم القيثارة.
كما أن النيوترونات العقيمة يمكن أن تساعد على توضيح انعدام المادة المضادة في الكون. في بدايات الكون الأولى، كانت النيوترونات العقيمة «تسرق» ما يعرف بــ«ترقيمات ليبتون» من البلازما. وفي وقت لاحق أدت قلة ترقيمات ليبتون إلى تحويلها إلى عدد غير صفري من الترقيمات البريونية. اللاتناظر الناتج بين البريونات (مثل البروتون) والبريونات المضادة (مثل البروتون المضاد) يمكن أن يكون السبب حول عدم وجود مادة مضادة في الكون.
فتشكيلة الثقوب السوداء المركزية في المجرة بالإضافة إلى التركيب القياسي للمجرات الفرعية، تعطي تفسيراً مفضلاً حول النيوترونات العقيمة في المادة المظلمة. والإجماع على آراء متعددة معقدة يقود إلى اتجاه واحد باعتقاد أن المادة المظلمة في الحقيقة هي نيوترونات عقيمة.

## مؤشر لاكتشافها
من الصعب اكتشاف جسيمات المادة المظلمة مباشرة حيث أن تأثُّرها وتفاعلها مع المادة العادية ضعيف جداً جداً كما لو كان ليس لها وجود - مليارات من تلك الجسيمات تمر خلال جسمك وأنت تقرأ هذا ولا تشعر بها - ولكن يمكن قياس نواتجها. فعند اصطدام جسيمان من المادة المظلمة ينتج عنه جسيمان معروفان الإلكترون ونقيض الإلكترون المسمى بوزيترون. وقد زود علماء محطة الفضاء الدولية بمِطياف خاص يقيس البوزيترونات. وقد مضى على وجوده في الفضاء من عام 2013م حتى الآن. سجّل مِطياف البوزوترونات خلال السنتين الأولى نحو 400.000 بوزيتروناً يُعتقد أنها ناشئة عن اصطدامات جسيمات المادة المظلمة. ويأمل العلماء التأكد من ذلك بحيث لا تكون تلك البوزيترونات ناشئة عن مصدر آخر لا يعرفونه الآن. هذا الرقم يتماشى مع تقديرات العلماء عن احتمال تصادم جسيمات المادة المظلمة بعضها ببعض. ولكن لا بد من التأكد أن البوزيترونات ليست صادرة من مصدر آخر. لهذا سيتواصل عمل المِطياف في الفضاء لزيادة المعلومات والتأكد من مصدر البوزيترونات.

## تفسير آخر لا يعتمد على مادة مظلمة
كل ما طُرح من محاولات تفسير حركة المجرات بافتراض وجود مادة مظلمة تعتمد على ثبات قانون نيوتن للجاذبية وكذلك النظرية النسبية العامة. ولكن توجد أيضاً أفكار بإدخال تعديل على قانون الجاذبية لتفسير حركة المجرات بدلا من افتراض «عنصر مادة جديدة» وهي المادة المظلمة التي لم يثبت وجودها حتى الآن.
قام «جون موفات» في عام 2014 بصياغة نظرية للجاذبية جديدة وهي تُسمى STVG اختصاراً . استخدمت تلك النظرية بنجاح في حساب دوران المجرات وتوزيع المادة في عناقيد المجرات وتفسير ظاهرة عدسة الجاذبية بالنسبة إلى تجمع الطلقة من دون الاضطرار لإدخال مادة مظلمة لتفسيرها. كما تُقدم هذه النظرية علاوةً على ذلك تفسير لسبب مبدأ القصور الذاتي.

## الكشف عن جزيئات المادة المظلمة
إذا كانت المادة المظلمة تتكون من جزيئات دون ذرية، فإن الملايين وربما المليارات من هذه الجسيمات يجب أن تمر عبر كل سنتيمتر مربع من الأرض كل ثانية. العديد من التجارب تهدُف إلى اختبار هذه الفرضية. على الرغم من أن جسيمات التفاعل الضعيف الضخمة (WIMPs)هي مرشحات بحث شعبية. مرشح آخر هو الجسيمات ثقيلة القطاع الخفية التي تتفاعل فقط مع المادة العادية عن طريق الجاذبية.
ويمكن تقسيم هذه التجارب إلى فئتين: تجارب الكشف المباشر التي تبحث عن تشتّت جزيئات المادة المظلمة من النُوى الذرية داخل جهاز كشف؛ والتجارب التي تقوم على تشتيت الجسيمات من المواد الناجزة من الجزيئات الذرية؛ والتجارب التي تقوم على تشتيت الجسيمات في الجزيئات التي تُعد من الجزيئات الذرية. والكشف غير المباشر

### الكشف المباشر
مزيد من المعلومات: جسيمات التفاعل الضعيف الضخمة
وتهدُف تجارب الكشف المباشر إلى مراقبة الارتدادات المنخفضة الطاقة (عادة بضعة keVs)من النُوى التي تستحثّها التفاعلات مع جزيئات المادة المظلمة، التي تمر (نظرياً) عبر الأرض. بعد مثل هذا الارتداد سوف تنبعث من نواة الطاقة في شكل ضوء متلألئ، لأنها تمر من خلال جهاز الكشف الحساس. للقيام بذلك بشكل فعال، من المهم الحفاظ على خلفية منخفضة وبالتالي تعمل هذه التجارب في أعماق الأرض للحد من التداخل من الأشعة الكونية. وتشمل الأمثلة على مختبرات تحت الأرض مع تجارب الكشف المباشر منجم ستويل، منجم سودان، مختبر غران ساسو الوطني، مختبر العلوم والهندسة العميق تحت الأرض ومختبر جينبينغ الصيني تحت الأرض.
وتستخدم هذه التجارب في الغالب إما تكنولوجيات كاشفة سائلة أو خاملة. كاشفات التبريد تعمل في درجات حرارة أقل من 100 mK، والكشف عن الحرارة المنتجة عندما يضرب الجسيمات ذرة في امتصاص الكريستال مثل الجرمانيوم. كاشفات السائل النبيلة الكشف عن التلألؤ الذي ينتجه اصطدام الجسيمات في سائل الزينون أو الأرجون. تجارب كاشف التبريد تشمل: وصول متعدد بتقسيم الترميز (CDMS). وتشمل التجارب السائلة النبيلة (ZEPLIN)، زينون، آرغون المادة المظلمة (ArDM)، والتجربة الكبيرة تحت الأرض زينون. وتركز كل من هذه التقنيات بقوة على قدرتها على التمييز بين الجسيمات الخلفية (التي غالباً ما تتناثر الإلكترونات) من جزيئات المادة المظلمة (التي تتناثر من النُوى).
في الوقت الراهن لم يكن هناك أي ادعاء راسخ من الكشف عن المادة المظلمة من تجربة الكشف المباشر، مما أدى بدلاً من ذلك إلى حدود عليا قوية على مقطع عرضية الكتلة والتفاعل مع نوات من جزيئات المادة المظلمة هذه. وينتج هذا عن توقع أن سرعة الكاشف بالنسبة لهالة المادة المظلمة ستختلف بمقدار ضئيل عندما تدور الأرض حول الشمس. وهذا الادعاء غير مؤكد حتى الآن ويتناقض مع النتائج السلبية لتجارب أخرى مثل وصول عالي متعدد الترميز(SuperCDMS). وزينون 100(XENON100).
حالة خاصة من تجارب الكشف المباشر تغطي تلك التي لديها حساسية الاتجاه. هذه هي إستراتيجية البحث على أساس حركة النظام الشمسي حول مركز المجرة. يجعل من الممكن الحصول على معلومات عن مسارات الارتداد وتقييد WIMP-نواة كينماتيكا. WIMPs القادمة من الاتجاه الذي تسافر الشمس (تقريباً نحو كوكبة الدجاجة)قد تكون عندئذ منفصلة عن الخلفية، والتي ينبغي أن تكون متساوية المقاييس.

## في الثقافة الشعبية
يتم ذكر المادة المظلمة في الأعمال الخيالية. في مثل هذه الحالات، وعادة ما تُنسب خصائص غير عادية خارقة للطبيعة أو سحرية. وكثيراً ما تتعارض هذه الأوصاف مع الخصائص المفتَرَضة للمادة المظلمة في الفيزياء وعلم الكونيات.

## مواضيع ذات صلة
- مادة غريبة
- تقاطع أينشتاين
- أبل 520
- تجمع الطلقة
- إن جي سي 1309
- إن جي سي 4881
- منحني دوران مجرة
- آدم ريس
- مجرة درب التبانة